# Río Lian
El río Lian (en chino, 连江), conocido en la antigüedad como río Huang (en chino, 湟水), es un afluente de la margen derecha y el más grande del río Bei (Norte) en Provincia de Cantón. El río nace en Momianshi (磨面石) de la ciudad de Xingzi (星子镇) en el condado de Lianzhou, y discurre generalmente de noroeste a sureste a través de los condados de Lianzhou, Yangshan e Yingde. Se une al río Bei en Jiangkouzui de la ciudad de Lianjiangkou (连江口镇) en Yingde. El Lianjiang tiene una longitud de 275 kilómetros,  con sus afluentes; su cuenca hidrográfica abarca 10.061 kilómetros cuadrados. 